# إيفان كاتانيو
إيفان كاتانيو (بالإيطالية: Ivan Cattaneo)‏ هو فنان وملحن ورسام ومغني ومغن مؤلف إيطالي، ولد في 13 مارس 1953 في بيرغامو في إيطاليا.

## وصلات خارجية
- إيفان كاتانيو على موقع IMDb (الإنجليزية)
- إيفان كاتانيو على موقع ميوزك برينز (الإنجليزية)
- إيفان كاتانيو على موقع أول ميوزيك (الإنجليزية)
- إيفان كاتانيو على موقع ديسكوغز (الإنجليزية)